# Dammbruch

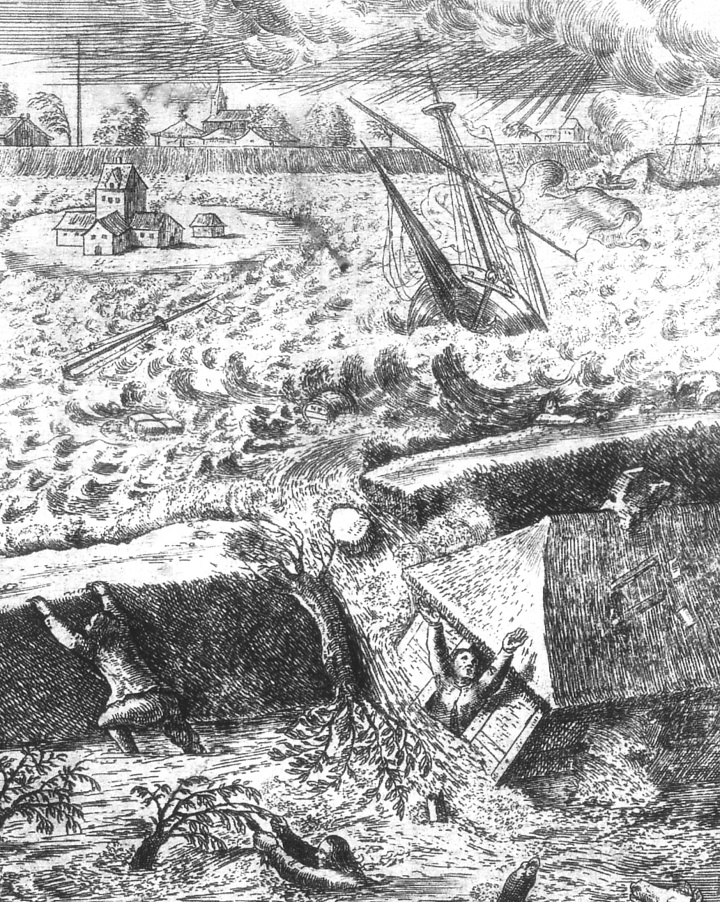
Historische Darstellung eines Deichbruchs 1661

Skizze des Unteren Schalker Teichdammes nach seinem Bruch 1733

Ein Dammbruch oder Deichbruch bezeichnet das Versagen des Stützkörpers eines Damms bzw. Deichs unter hydrostatischer und/oder hydrodynamischer Belastung. Da der Versagensmechanismus in beiden Fällen identisch ist, wird im Folgenden nur noch der Begriff Dammbruch verwendet.

## Damm vs. Deich
Ein Damm, genauer gesagt ein Staudamm, ist das Absperrbauwerk einer Talsperre oder sonstigen Stauanlage, das quer zur Hauptfließrichtung liegt. Dagegen verläuft ein Deich parallel zu einem Fluss oder einer Küstenlinie und kann sehr lang sein. Im Unterschied zu Deichen, die nur im Hochwasserfall hydraulisch unter Last geraten, werden Dämme meist dauerhaft durch den einseitigen Aufstau von Wasser (Beispiel Talsperre) oder bei Sedimentationsanlagen durch Schlammwasser belastet. Jedoch können auch dynamische Belastungen bei Dämmen auftreten, wenn durch wechselnde Entnahmen/Zugaben der Wasserstand häufig schwankt und der Damm entsprechenden Belastungsänderungen unterworfen ist.

## Beschreibung
Auslöser für das Versagen eines Damms können verschiedene Ursachen haben, die zu einer ersten Beschädigung des Baukörpers führen. Diese entstehen an der Oberfläche durch Wellenschlag, Treibgut oder bei Eisgang. Größere Auswirkungen sind durch Gänge grabende tierische Schädlinge zu erwarten, wenn die Gänge bis tief in den Kern reichen. Die nicht vermeidbaren Sickerströmungen im Dammkörper können dadurch verstärkt werden und zu einer inneren Erosion führen. Werden Fehlstellen nicht entdeckt und kommt es zu Auswaschungen setzt eine Kettenreaktion ein, die letztendlich die völlige Zerstörung des Damms zur Folge haben kann. Bei frühzeitigem Erkennen eines drohenden Dammbruchs können Maßnahmen der Deichverteidigung den Bruch verhindern.
Ein klassischer Auslöser für einen Dammbruch ist die Überströmung der Dammkrone, bei der größere Mengen Wasser auf der Dammluftseite herabfließen. Dabei kann die schützende Grasnarbe auf der Luftseite beschädigt und durch die Strömung zusammen mit dem Stützkörpermaterial abgetragen werden, was zu einer ersten Bresche führen kann. Ist dieser Zustand nicht aufzuhalten spricht man im Wasserbau von rückschreitender Erosion und der Damm ist kaum noch zu retten. Im Prinzip kommt es bei einem Dammbruch zum Versagen des Stützkörpers, der unter dem hydrostatischen Druck auf der Wasserseite und der Durchströmung des Deichkörpers nachgibt. Physikalisch kann der durchweichte Boden die auftretenden Schubspannungen nicht mehr übertragen und das Deichmaterial wird horizontal weggedrückt.
Auch bei Erdbeben kann durch Bodenverflüssigung ein Damm brechen.

## Bekannte Dammbrüche

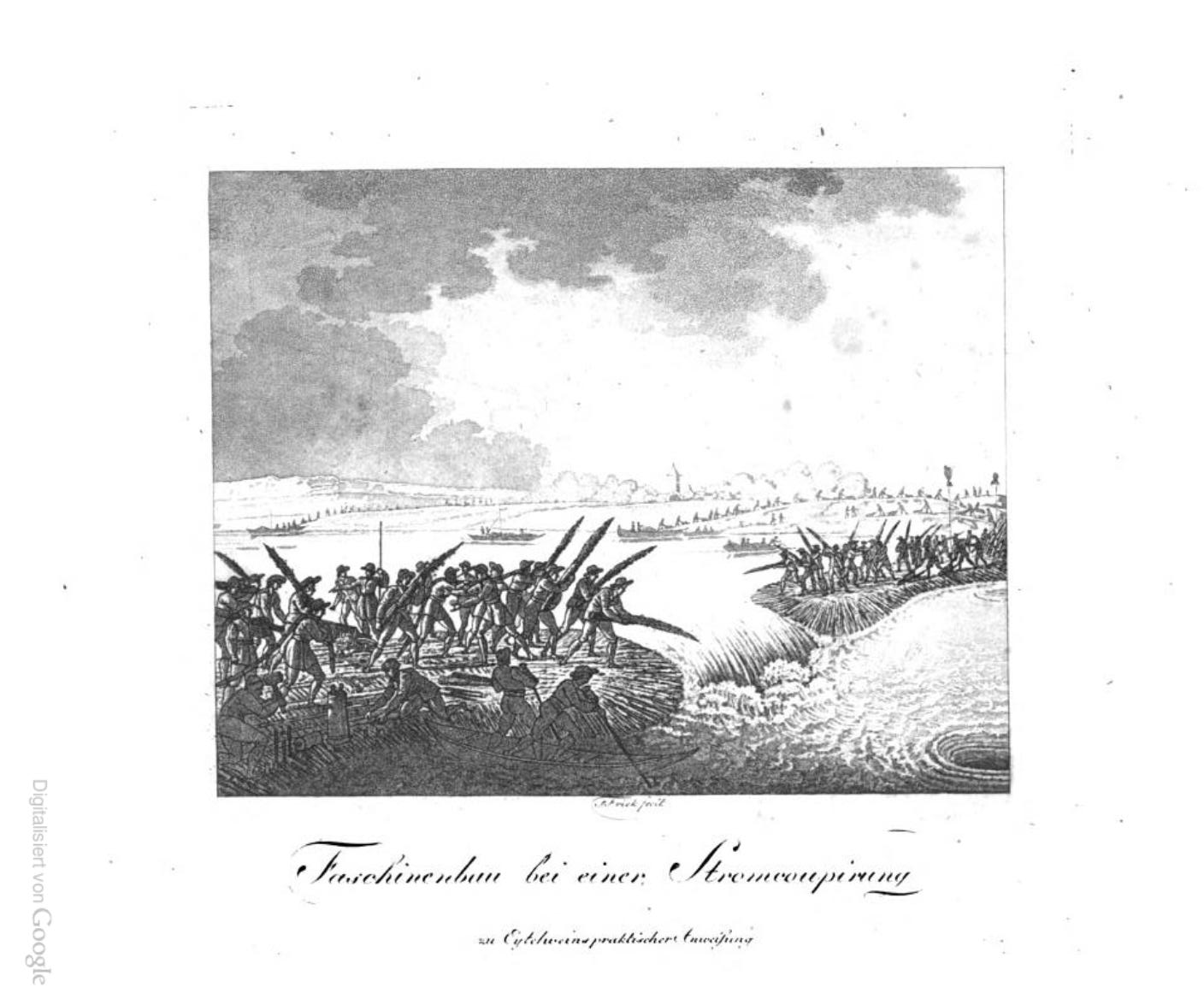
Historische Bekämpfung eines Deichbruchs durch Faschinenbau (1813)

- 18. September 1916 – Talsperre an der Weißen Desse, Böhmen, heute Tschechien
- 01. Dezember 1923 – Gleno-Talsperre bei erster Flutung, technisches Versagen; möglicherweise Anschlag
- 29. Juni 1925 – Dammbruch an der Sheffield-Talsperre, USA, durch Erdbeben
- 12. März 1928 – Dammbruch der St.-Francis-Talsperre bei Los Angeles (USA), über 500 Tote.
- 31. Januar 1953 – Sturmflut an der holländischen, britischen und Teilen der belgischen Küste
- 02. Dezember 1959 – Bruch der Barrage de Malpasset, Frankreich, etwa 420 Tote
- 16. Februar 1962 – bei einer großen Sturmflut ging Hamburg-Wilhelmsburg durch Deichbrüche landunter, rund 300 Menschen starben.
- 09. Juli 1987 – Heftige Monsun-Regenfällen waren der Auslöser für den Dammbruch des Amaravada-Wasserreservoir im indischen Bundesstaat Telangana. Die Wassermassen rissen eine Eisenbahnbrücke weg, über die gerade ein Zug fuhr; 70 Menschen starben dabei.
- 24. Juli 1997 – Deichbruch in der Ziltendorfer Niederung in Brandenburg während des Oderhochwassers 1997
- 30. Januar 2000 – Der Baia-Mare-Dammbruch in Rumänien löste eine Umweltkatastrophe aus.
- 12. August 2002 – Das Rückhaltebecken Glashütte brach während des Elbehochwassers im August 2002
- 30. August 2005 – Der Hurrikan Katrina zerstörte nicht den Deich der Stadt New Orleans, die zu großen Teilen unterhalb des Meeresspiegels liegt, aber die Wände von zwei Kanälen aus dem Lake Pontchartrain, so dass die Stadt daraufhin weiträumig überflutet wurde.
- 04. Oktober 2010 – Kolontár-Dammbruch bei Kolontár im Westen Ungarns. 150 Menschen wurden verletzt, 10 starben. 40 Quadratkilometer wurden in Mitleidenschaft gezogen, als rund eine Million Kubikmeter Rotschlamm das Land überschwemmte.
- 05. November 2015 – Dammbruch von Bento Rodrigues, Brasilien: Dämme eines Absetzbeckens einer Eisenerzmine brachen. 16 Menschen starben; 32 Millionen Kubikmeter Schlamm flossen über mehrere Flüsse in Richtung Atlantik.
- 25. Januar 2019 –  Beim Dammbruch von Brumadinho brach wiederum der Damm eines Absetzbeckens an einem Eisenerzbergwerk in Brasilien. Hunderte Vermisste.

## Prognose und Berechnung von Dammbrüchen
Da das Versagen von Dämmen trotz hoher Sicherheitseinrichtungen niemals absolut ausgeschlossen werden kann, wird die Dammbruchprognose für große Speicher in Europa behördlich gefordert. Dafür stehen derzeit verschiedene Modelle zur Verfügung. Am genauesten wird der komplizierte Prozess des Erosionsbruches mit numerischen Modellen wiedergegeben. Ein Beispiel dafür ist das Modell 2dMb der ETH Zürich. Dieses Programm kann sowohl das Ausfließen (Hydraulik) als auch das Abtragen von Dammmaterial (Erosion) erfassen. Das Ziel solcher Simulationen ist die Ausflussganglinie des Dammbruches. Damit kann der weitere Verlauf der Flutwelle berechnet und somit die Zerstörungskraft eines Dammbruches abgeschätzt werden.

## Metapher
Dammbruch wird auch gerne metaphorisch benutzt. Dabei kann von einem Dammbruch gesprochen werden, wenn etwas lange strikt Eingehaltenes ein einziges Mal nicht befolgt wird. Die Sorge ist, dass sich dies danach wiederholen könnte; siehe dazu das Dammbruchargument.